# Subtálamo

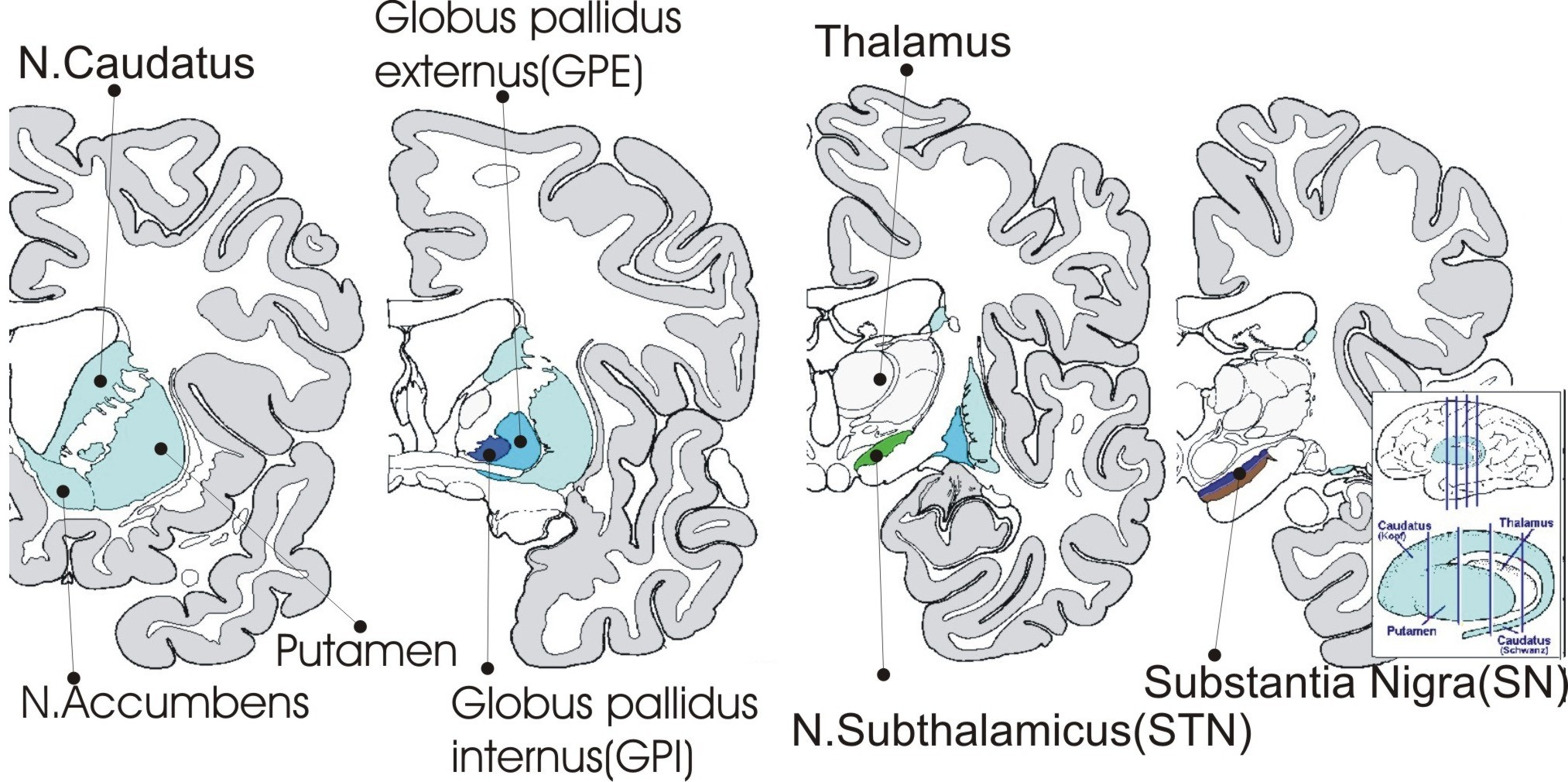
Anatomía de los ganglios basales (esquematizada) 4 secciones coronales semiesquemáticas

El subtálamo es la estructura diencefálica situada entre mesencéfalo, tálamo e hipotálamo. Se encuentra junto al lado medial de la cápsula interna. Colabora con información motora, interviene en matizar el acto motor. Trabaja coordinándose con los ganglios de la base.

## Partes anatómicas
El subtálamo recibe fibras de los fascículos espinotalámicos, del cerebelo y del núcleo rojo, que recorren toda la vía extrapiramidal del bulbo raquídeo.
- Núcleo subtalámico: su lesión produce Corea, que puede ser de dos tipos:
  - de Huntington: es hereditaria.
  - de Syndenham: causada por la bacteria Streptococcus pyogenes, la cual ataca el sistema nervioso central.
- Zona incierta
- Núcleos de las áreas de Forel

- Datos: Q1066549
- Multimedia: Subthalamus / Q1066549